# ليندا جوي سفوبودا ألين
ليندا جوي سفوبودا ألين (بالإنجليزية: Linda Joy Svoboda Allen)‏ هي عالمة رياضيات وعالمة بيولوجيا رياضية، وأستاذة في معهد بول ويتفيلد هورن للرياضيات والإحصاء بجامعة تكساس التقنية.

## التعليم والوظيفي
حصلت ليندا على درجة البكالوريوس في الرياضيات عام 1975 من كلية سانت سكولاستيكا، ودرجة الماجستير في عام 1978 ودرجة الدكتوراه في 1978 من جامعة تينيسي. كانت أطروحتها بعنوان تطبيقات عدم المساواة التفاضلية على مشاكل الانقراض والانقراض لأنظمة انتشار التفاعل، والتي أشرف عليها توماس هالام.
بعد أن عملت كأستاذ مساعد زائر في جامعة تينيسي التحقت بجامعة نورث كارولينا في آشفيل في عام 1982، ثم انتقلت إلى جامعة تكساس التقنية في عام 1985.

## كتبها
ألفت ليندا ثلاثة كتب:
- مقدمة في العمليات العشوائية مع تطبيقات علم الأحياء (بيرسون، 2003؛ الطبعة الثانية، 2011) [6]
- مقدمة في علم الأحياء الرياضي (برنتيس هول، 2007) [7]
- السكان العشوائيون ونماذج الوباء: الثبات والانقراض (مطبعة سبرينغر، 2015).

## شهرتها
في عام 2015، كرّمتها جمعية المرأة الرياضيات وجمعية الرياضيات التطبيقية (SIAM) بصفتها محاضرتة «لمساهماتها البارزة في المعادلات التفاضلية العادية ومعادلات الاختلاف والنماذج العشوائية، مع تطبيقات كبيرة في الأمراض المعدية والبيئة». في عام 2016 أصبحت زميلة في جمعية الرياضيات التطبيقية.

## روابط خارجية
- الصفحة الرئيسية